# Sertularella integra
Sertularella integra är en nässeldjursart som beskrevs av George James Allman 1876. Sertularella integra ingår i släktet Sertularella och familjen Sertulariidae. Inga underarter finns listade i Catalogue of Life.